# Nealcidion socium
Nealcidion socium är en skalbaggsart som först beskrevs av Charles Joseph Gahan 1895.  Nealcidion socium ingår i släktet Nealcidion och familjen långhorningar.
Artens utbredningsområde är:
- Venezuela.
- Martinique.

Inga underarter finns listade i Catalogue of Life.